# Węgliniec
Węgliniec (germană Kohlfurt) este un oraș în Polonia.